# Oneida Lacus
L'Oneida Lacus è un lago che si trova sulla superficie di Titano ed è profondo più di 150 metri.